# Veni, vidi, vici

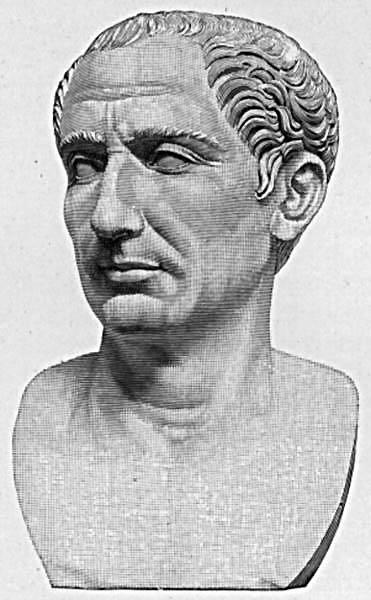
Busto de Julio César.

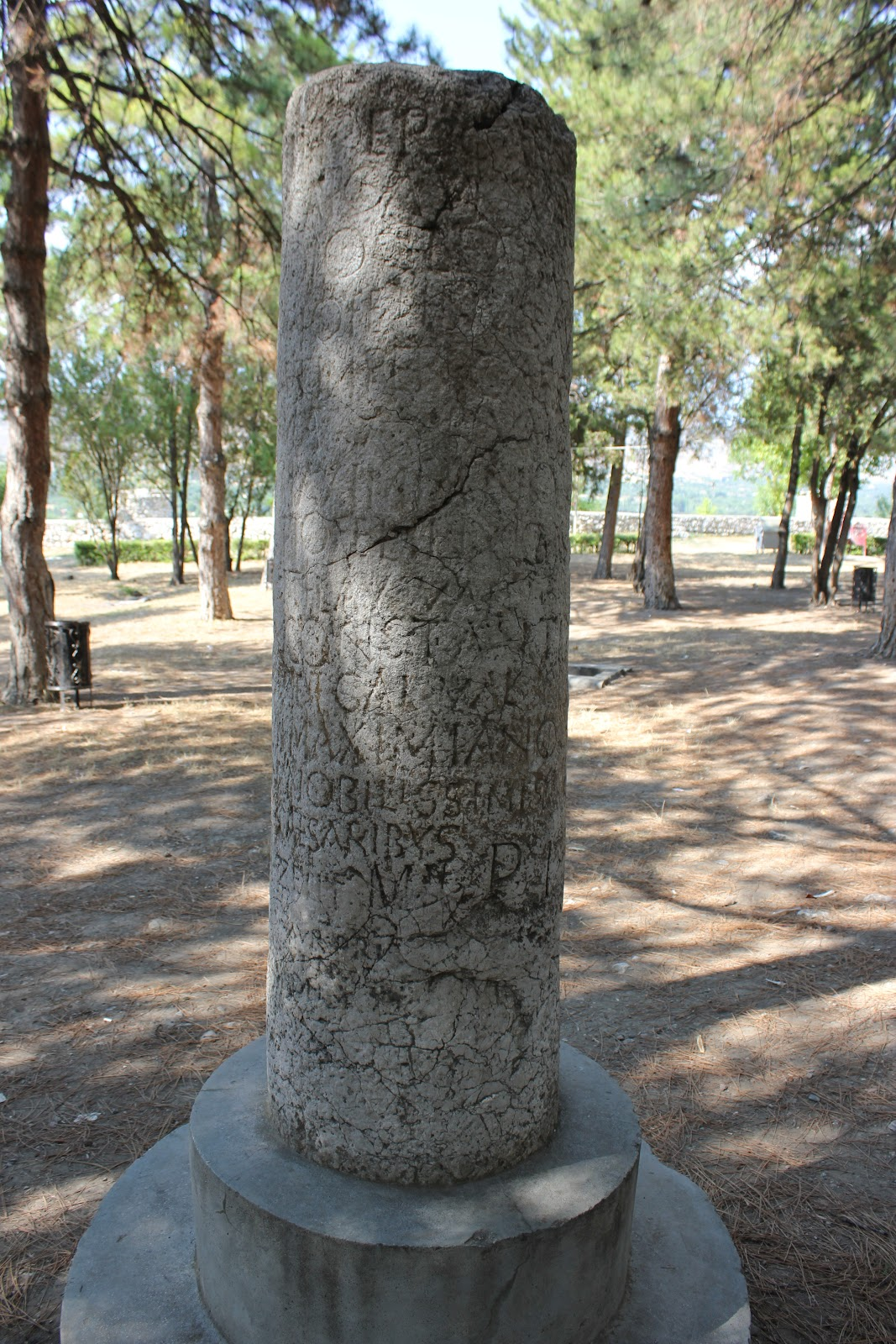
Columna de una fortaleza construida por Lucio Cornelio Sila en la actual Zile, Turquía donde ocurrió la Batalla de Zela.

Veni, vidi, vici (AFI: /weːniː wiːdiː wiːkiː/ en latín clásico o /veni vidi vit͡ʃi/ en latín eclesiástico) es una locución latina para referirse a una victoria rápida y concluyente. La locución es atribuida popularmente al general y cónsul romano Julio César quien, de acuerdo con Apiano, la usó en una carta al Senado romano alrededor de 47 a. C. después de su victoria sobre Farnaces II del Ponto en la Batalla de Zela (actual Zile, Turquía). 
Plutarco en sus "Vidas paralelas" escribe que César usó la frase en un reporte a Amancio, un amigo suyo en Roma. El historiador y filólogo alemán Conrad Cichorius sugirió reconocer a este Amancio como Cayo Macio, amigo tanto de César como de Cicerón.

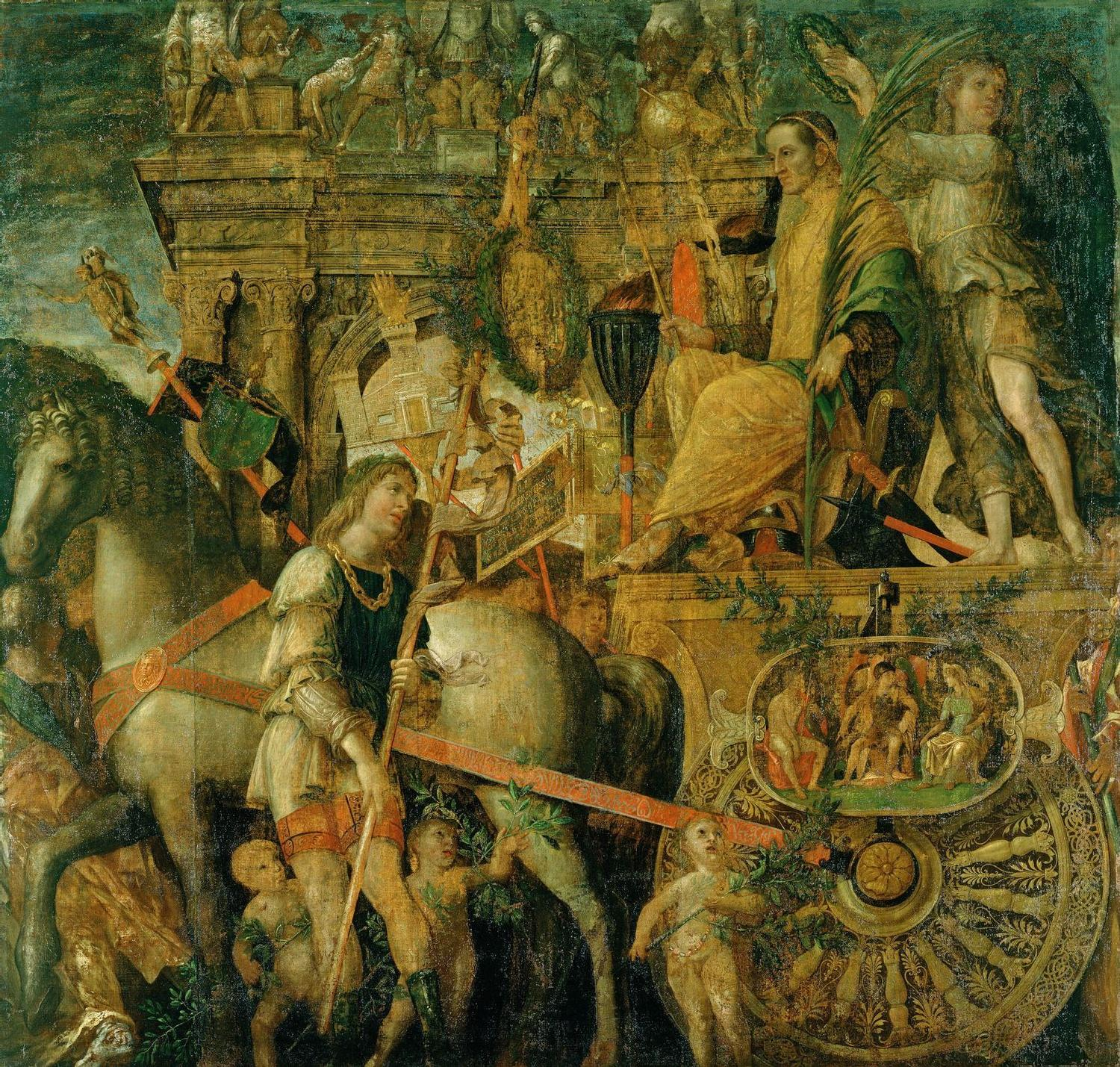
Julio César en su carruaje (1484-1492), noveno lienzo de Los triunfos del César de Andrea Mantegna basado en el relato de Suetonio. Las palabras Veni, vidi, vici alguna vez estuvieron en la señal de enmedio.

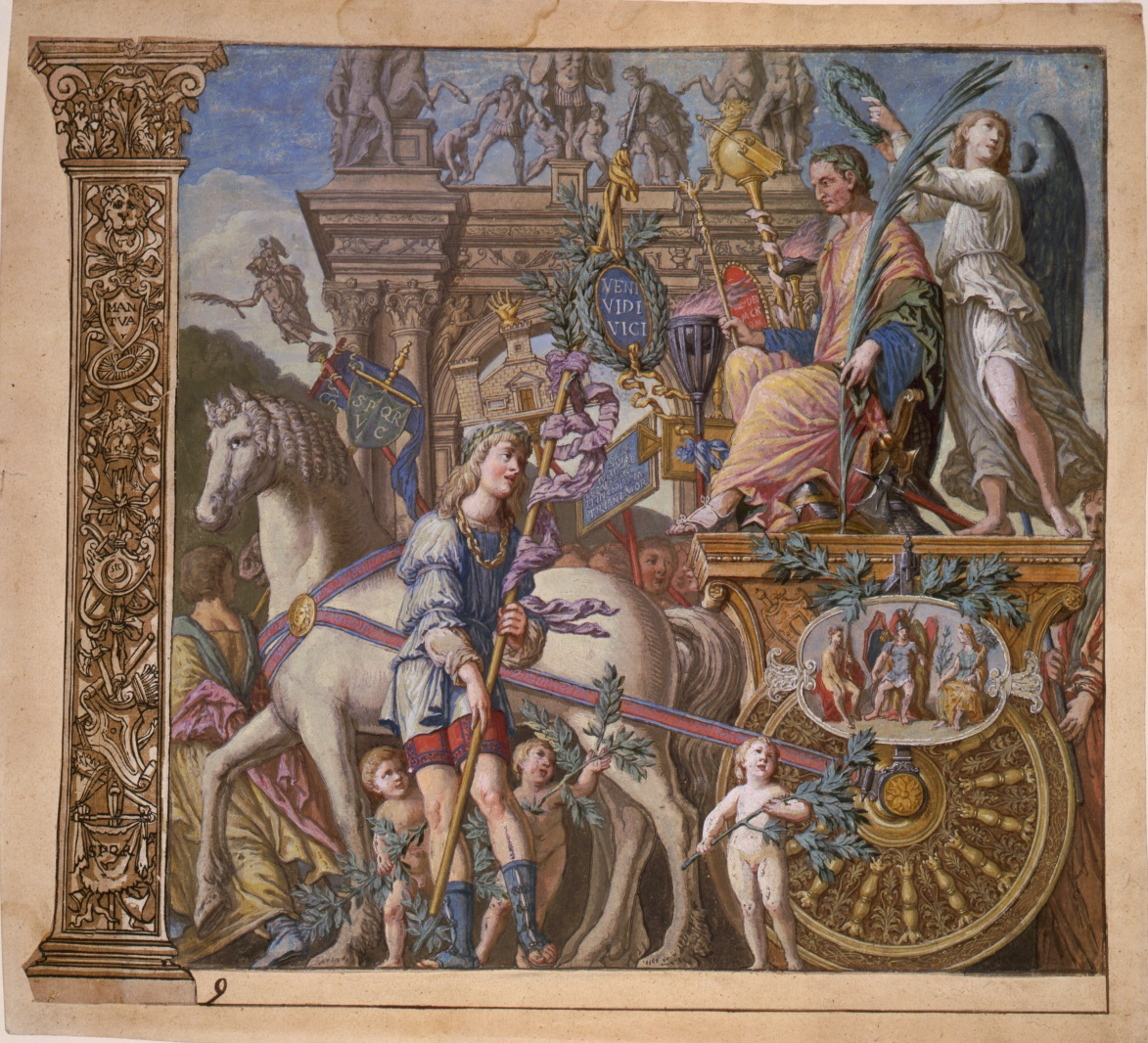
Grabado de la copia de Julio César en su carruaje hecha por Andrea Andreani en 1599 donde ya se leen las palabras Veni, vidi, vici.

Por otro lado, Suetonio en sus "Vidas de los doce césares" declara que César mostró la locución en una inscripción durante su triunfo en dicha campaña. Con esto quiso resaltar que apenas cinco días después de su llegada al Reino del Ponto (veni) y cuatro horas después de ver por primera vez a Farnaces y su ejército (vidi), ya lo había derrotado (vici).
La locución se traduce por «Llegué, vi, vencí». Dicha expresión proclamaba la totalidad de la victoria de César y sirvió para recordar al Senado su destreza militar (César se encontraba inmerso en una guerra civil contra Pompeyo). Alternativamente el comentario se puede ver como una expresión del desdén de César hacia el Senado patricio (optimates), que tradicionalmente representaba el grupo más poderoso de la república romana. Desde entonces se utiliza habitualmente para expresar la rapidez con la que se ha hecho algo con éxito.

## Gramática
Veni English, vidi English y vici English son la primera persona del pretérito perfecto simple de los verbos en latín venire English, videre English y vincere English.

## Alusiones y referencias
La locución Veni, vidi, vici y sus variantes son usualmente citadas, y también son usadas en la música, el arte, la literatura y el entretenimiento.
Desde la época de Julio César la frase ha sido utilizada en contextos militares. En 1683 el monarca de la Mancomunidad polaco-lituana, Juan III Sobieski, después de la batalla de Kahlenberg, envió una carta al papa Inocencio XI aludiendo la frase de Julio César, pero la cambió por Veni, vidi, Deus vicit (Llegamos, vimos, Dios venció). El periódico carioca Semana Ilustrada, de fecha del 12 de noviembre de 1865, en el marco de la Guerra de la Triple Alianza y tras el sitio de Uruguayana, titula «Venit Vidit Vicit», haciendo referencia al triunfo brasileño frente a las tropas paraguayas. En 2011 la entonces secretaria de Estado de los Estados Unidos Hillary Clinton se refirió a la muerte de Muamar el Gadafi con una frase similar: «We came, we saw, he died» (Llegamos, vimos, murió).
La frase también inspiró el nombre científico Vini vidivici, una especie extinta de ave del género Vini.

### En la cultura popular
Veni, vidi, vici se utiliza como título de varias canciones o álbumes, o simplemente se cita, en algunas obras musicales como:
- La obertura de "Julio César en Egipto", una ópera de 1724 compuesta por Georg Friedrich Händel, contiene la línea: Curio, Cesare venne, e vide e vinse ("Curio, César vino, vio y venció").
- Un poema de Víctor Hugo titulado "Veni, vidi, vixi" ("Vine, vi, viví") escrito en 1843 después de la muerte de su hija Leopoldine a los 19 años. El poeta usa una referencia en el primer verso: J'ai bien assez vécu... ("He vivido lo suficiente...").
- El álbum debut del rapero Ja Rule llamado "Venni, Vetti, Vecci" de 1999.
- El segundo álbum de The Hives llamado "Veni Vidi Vicious" de 2000.
- Una canción de la cantante Alizée llamada "Veni Vedi Vici", escrita por Mylène Farmer. Aparece en su álbum debut Gourmandises de 2001.
- Una canción de la banda de garage rock Black Lips de 2007.
- Una canción del rapero La Fouine de 2011.
- La canción de Pitbull de 2014 "Fireball" contiene la línea: I saw, I came, I conquered Or should I say, I saw I conquered, I came.
- Una canción de Madonna del álbum Rebel Heart de 2015.
- Una canción llamada Antes de los 20 del artista Milo J en el álbum 166 que dice: Veni, vidi, vici a doble bondi porque soy del west, western.

La frase Veni, vidi, vici también suele modificarse para ser usada de forma humorística.
- "Veni, vidi, Vichy", se dijo en 1942 sobre el mariscal Philippe Pétain.
- En varios álbumes de Astérix el Galo, dependiendo de la situación César dice "Vine, vi, entendí", "Vine, vi, aún no vencí", "Vine, vi y no creo lo que vi", etc.
- Peter Venkman, uno de los protagonistas de la película "Los Cazafantasmas" de 1984, tras capturar a un espectro exclama: "We came. We saw. We kicked its ass!" ("¡Vinimos. Vimos. Le pateamos el trasero!").
  - En el videojuego StarCraft II: Wings of Liberty de 2010, las unidades Fantasma acuñan la misma frase como una referencia intertextual a la película.
- En la película "Casada con la mafia" de 1988 se lee sobre una cama la expresión "Veni, veni, veni" ("Vine, vine, vine") jugando con el doble sentido de la frase "I came" ("Yo vine" pero también "Yo me vine").
- "Veni, vidi, vici: je suis venu nettoyer les cabinets" ("Vine, vi, vencí: vine a limpiar los baños"), una cita del humorista francés Pierre Desproges.

### En la publicidad

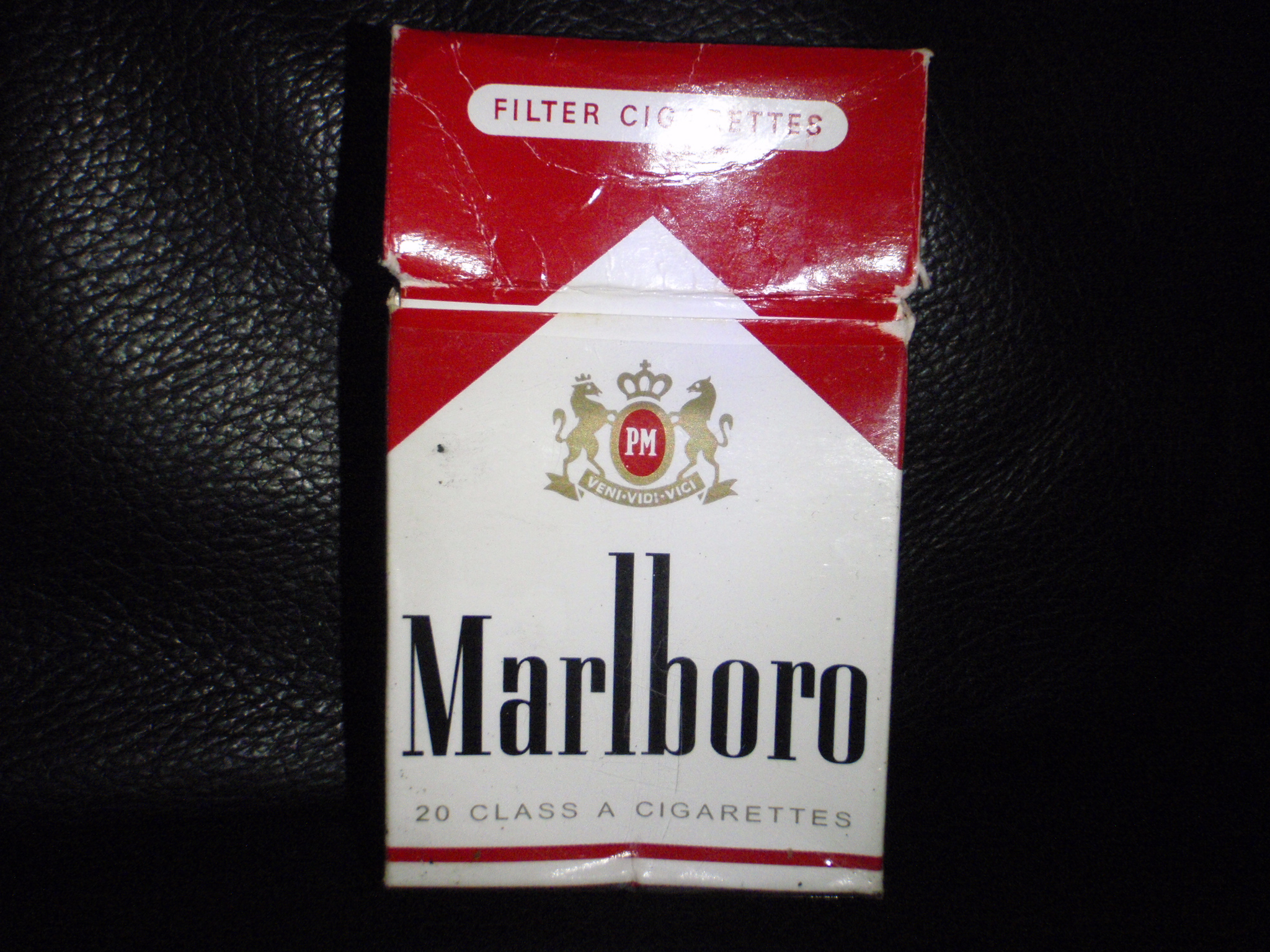
Cajetilla de cigarrillos Marlboro de la compañía Philip Morris, en cuyo emblema se lee la frase Veni Vidi Vici.

Veni, vidi, vici aparece en el logo de Phillip Morris, particularmente en los cigarrillos Marlboro. En la Conferencia Mundial de Desarrolladores de Apple de 2006 se regalaron camisetas con la frase "Veni. Vidi. Codi" ("Vine. Vi. Codifiqué"). Sin embargo, la palabra "Codi" no existe en latín. En 2006 la página web de Nintendo anunciaba su nueva consola de videojuegos Wii con las palabras "Veni - Vidi - Wiici". En 2007 Microsoft utilizó el lema "Veni - Vidi - Vista" para lanzar su nuevo sistema operativo Windows Vista. En 2012 el periódico alemán Süddeutsche Zeitung informó que la ciudad turca de Zile posee los derechos de la frase "Veni, vidi, vici" bajo el número de patente "2011-00640-Ticaret" en la ley de patentes turca.